# Frogn község
Frogn község egy község Norvégia Akershus megyéjében, a Follo régió része. A község adminisztratív központja Drøbak. Frogn községet 1838. január 1-jén alapították (lásd formannskapsdistrikt). Drøbak várost 1962. január 1-jén csatolták Frognhoz.
Frogn az Oslo-fjord és Bunne-fjord közti félszigeten fekszik. Nessodennel, Åsszal és Vestby-vel határos.

## Általános információk

### Név
A község (eredetileg a plébánia) a Frogn farm nevét viseli (óészaki nyelven Fraun), mivel itt épült fel az első templom. A név nagyon régi, jelentése nem tisztázott. Az egyik elmélet szerint a frauđ szóból ered, melynek jelentése "trágya", így a község nevének jelentése "a termékennyé tett mező" (lásd Frogner és Tøyen).
1889 előtt a községet "Fron"-nak írták. 1837 és 1865 között a község neve Drøbak landdistrikt volt.

### Címer
A község címerét 1988. május 20-án fogadták el. A címer az Oscarsborg erődöt szimbolizálja ezüsttel kék mezőn. Az erőd a község területén, a Drøbaksundön található. A 19. század végén épült, és fontos szerepe volt Norvégia védelmében a második világháború alatt.

## Testvérvárosok
- - Åmål, Västra Götaland megye, Svédország
- - Loimaa, Länsi-Suomi, Finnország
- - Türi, Järva megye. Észtország